# W.A.S.P. (album)
W.A.S.P. - debiutancki album amerykańskiego zespołu heavymetalowego W.A.S.P., który został wydany 17 sierpnia 1984 roku.

## Lista utworów
1. I Wanna Be Somebody (B. Lawless) – 3:43
2. L.O.V.E. Machine (B. Lawless) – 3:51
3. The Flame (B. Lawless/C. Holmes/J. Marquez) – 3:41
4. B.A.D. (B. Lawless) – 3:56
5. School Daze (B. Lawless) – 3:35
6. Hellion (B. Lawless) – 3:39
7. Sleeping (In the Fire) (B. Lawless) – 3:55
8. On Your Knees (B. Lawless) – 3:48
9. Tormentor (B. Lawless/C. Holmes) – 4:10
10. The Torture Never Stops (B. Lawless) – 3:56

## Wykonawcy
- Blackie Lawless – śpiew, gitara basowa
- Chris Holmes – gitara elektryczna
- Randy Piper – gitara elektryczna
- Tony Richards – perkusja